# Hannoversche Presse (1851)
Die Hannoversche Presse war eine liberale Tageszeitung, die von 1851 bis 1852 in Hannover erschien.
Nach der Aufhebung der Zensur im Königreich Hannover am 18. März 1848 war der Weg frei für eine unabhängige Tagespresse. In Folge erschien  u. a. die radikaldemokratische Hannoversche Volkszeitung von Adolf Mensching, einem Mitglied des „Bundes der Kommunisten“, die das Revolutionsjahr nicht überstand, und 1849 die Zeitung für Norddeutschland. 1851 kamen das unpolitische Hannoversche Tageblatt und die liberale Hannoversche Presse heraus.
Die Hannoversche Presse erschien erstmals zum 1. Januar 1851 in „täglich zwei Ausgaben“, redigiert von Julius Frese und Hermann Harrys. Sie waren nach der Übernahme der Zeitung für Norddeutschland durch einen anderen Verlag als Redakteure zurückgetreten und gründeten ihr eigenes Blatt. Sie kündigten an, „ihre bewährte volkstreue Politik unter allen Umständen zu behaupten“. Verantwortlicher Redakteur war Julius Frese für den deutschen Teil des Blattes, während Harrys das Ausland bearbeitete. Die Zeitung hatte im ersten Quartal 1851 270 Abonnenten und arbeitete zunächst mit 30 Talern Verlust. Im November 1852 schieden Harrys und Frese aus der Redaktion aus, das Blatt erschien noch bis Ende des Jahres und wurde nach zweijährigem Bestehen von der Zeitung für Norddeutschland aufgekauft.